# Fiorinia camelleosae
Fiorinia camelleosae är en insektsart som beskrevs av Young 1987. Fiorinia camelleosae ingår i släktet Fiorinia och familjen pansarsköldlöss. Inga underarter finns listade i Catalogue of Life.